# Huang Changzhou
Huang Changzhou (chiń. 黄常洲; ur. 20 sierpnia 1994) – chiński lekkoatleta, skoczek w dal.
W 2016 był piąty na halowych mistrzostwach Azji oraz zdobył brązowy medal podczas halowego czempionatu globu w Portland. Jedenasty zawodnik igrzysk olimpijskich w Rio de Janeiro (2016). Rok później sięgnął po złoto mistrzostw Azji. W tym samym roku nie awansował do finału światowego czempionatu w Londynie.
Złoty medalista mistrzostw Chin.
Rekordy życiowe: stadion – 8,33 (15 września 2020, Shaoxing); hala – 8,21 (20 marca 2016, Portland oraz 20 lutego 2019, Nankin).

## Osiągnięcia
| Rok  | Impreza                             | Miejsce        | Lokata            | Wynik |
| ---- | ----------------------------------- | -------------- | ----------------- | ----- |
| 2016 | Halowe mistrzostwa Azji             | Doha           | 5. miejsce        | 7,81  |
| 2016 | Halowe mistrzostwa świata           | Portland       | 3. miejsce        | 8,21  |
| 2016 | Igrzyska olimpijskie                | Rio de Janeiro | 11. miejsce       | 7,86  |
| 2017 | Mistrzostwa Azji                    | Bhubaneswar    | 1. miejsce        | 8,09  |
| 2017 | Mistrzostwa świata                  | Londyn         | el. – 24. miejsce | 7,70  |
| 2018 | Halowe mistrzostwa świata           | Birmingham     | 10. miejsce       | 7,75  |
| 2019 | Mistrzostwa Azji                    | Doha           | 3. miejsce        | 7,97  |
| 2019 | Mistrzostwa świata                  | Doha           | el. – 16. miejsce | 7,81  |
| 2019 | Światowe wojskowe igrzyska sportowe | Wuhan          | 2. miejsce        | 8,12  |
| 2022 | Mistrzostwa świata                  | Eugene         | el. – 22. miejsce | 7,75  |